# 도쿠야마역
도쿠야마역(일본어: 徳山駅 도쿠야마에키[*])은 일본 야마구치현 슈난시에 위치한 서일본 여객철도 소속의 철도역이자, 산요 신칸센의 정차역이다. 승강장 구조는 신칸센은 2면 2선, 일반 철도선의 경우 3면 4선이다.

## 역 주변
- 사이쿄 은행(西京銀行) 본점
- 슈난 시청
- 긴테쓰 마쓰시타 백화점
- 슈난 시 도쿠야마 동물원
- 슈난 시 도쿠야마 박물관
- 도쿠야마 상점가

## 승강장
| 1 | ■ 산요 본선 | (상행) | 히카리 · 야나이 · 이와쿠니 방면                |                       |
| 3 | ■ 간도쿠 선 |        | 스오하나오카 · 다카미즈 · 스오타카모리 방면    |                       |
| 3 | ■ 산요 본선 | (상행) | 히카리 · 야나이 ·이와쿠니 방면                 | 일부 단물 출발에 한함 |
| 3 | ■ 산요 본선 | (하행) | 호후 · 신야마구치 방면                         | 일부 단물 출발에 한함 |
| 4 | ■ 산요 본선 | (하행) | 호후 · 신야마구치 방면                         |                       |
| 5 | ■ 산요 본선 | (하행) | 호후 · 신야마구치 방면                         | 당역 아침일찍 발착    |
| 6 | 산요 신칸센 | (상행) | 히로시마 · 후쿠야마 · 신오사카 · 도쿄 방면     |                       |
| 7 | 산요 신칸센 | (하행) | 고쿠라 · 하카타 · 구마모토 · 가고시마추오 방면 |                       |

## 인접 역
| 서일본 여객철도 산요 신칸센 | 서일본 여객철도 산요 신칸센 | 서일본 여객철도 산요 신칸센  |
| --------------------------- | --------------------------- | ---------------------------- |
| 신이와쿠니 신오사카 방면    | ■ 산요 · 규슈 신칸센        | 신야마구치 가고시마추오 방면 |
| 서일본 여객철도 산요 본선   |                             |                              |
| 구시가하마 이와쿠니 방면    | 보통                        | 신난요 신야마구치 방면       |
| 서일본 여객철도 간토쿠 선   |                             |                              |
| 구시가하마 이와쿠니 방면    | 보통                        | 시·종착역                    |